# Isaki Lacuesta
Isaki Lacuesta (Gerona, 28 de noviembre de 1975) es un cineasta español (de nombre real Iñaki, apodado Isaki para incluir a Isa Campo, su guionista habitual y madre de su hija Luna). Su obra abarca tanto el documental como la ficción o las videoinstalaciones. Compagina el cine con la música.

## Trayectoria
Estudió Comunicación Audiovisual en la Universidad Autónoma de Barcelona y se graduó en la primera edición del máster en Documental de Creación de la ca:UPF Barcelona School of Management. Su primer largometraje, "Cravan vs Cravan" (2002), fue premiado en diversos festivales internacionales. La crítica española lo reconoció como la mejor ópera prima del año, con el Premio Sant Jordi RNE.

## Filmografía

### Largometrajes
- 2024 Segundo premio, Premios a mejor película, dirección y montaje en el Festival de Cine de Málaga.Premio Gaudí 2025 Mejor dirección, junto a Pol Rodríguez. 
Granada, finales de los años 90. En plena efervescencia artística y cultural, un grupo de música indie vive su momento más delicado. Mientras, el cantante se enfrenta a un complicado proceso de escritura y grabación de su tercer disco. Nadie sabe que ese disco cambiará para siempre la escena musical de todo el país. Esta (no) es una película sobre Los Planetas.
- 2022 Un año, una noche, Premio del Jurado Ecuménico en la Berlinale y Premio Goya a mejor guion adaptado.
Ramón y Céline son una joven pareja que se encuentra en el local Bataclan de París la noche del 13 de noviembre de 2015. Durante el asalto terrorista, ambos logran, cada uno por su lado, entrar en el camerino de los músicos y refugiarse allí. Al salir ya no son los mismos.
- 2018 Entre dos aguas, Concha de oro en el Festival Internacional de Cine de San Sebastián.
Isra y Cheíto son dos hermanos gitanos: Isra está encarcelado por narcotráfico y Cheíto enrolado en la Marina. Cuando Isra sale de la cárcel y Cheíto termina una larga misión contra que le ha llevado a Somalia y las Seychelles, ambos regresan a la Isla de San Fernando. El reencuentro de los hermanos renovará el recuerdo de la muerte violenta de su padre cuando eran niños. Han pasado doce años desde La leyenda del tiempo, la primera película de Isaki con los hermanos Isra y Cheíto. Ahora Isra tiene 26 años y regresa a la Isla de san Fernando para intentar recuperar a su mujer y sus tres hijas.
- 2016 La próxima piel.
Un adolescente desaparecido regresa tras ocho años, cuando todos lo daban por muerto, y se incorpora a la vida familiar marcada por el misterio de su desaparición. Poco a poco surgirá la duda de si realmente se trata del niño desaparecido o de un impostor.
- 2015 Murieron por encima de sus posibilidades.
Cinco ciudadanos normales y corrientes, de un país extrañamente parecido al nuestro, ven destrozadas sus vidas por la crisis económica. Sin nada ya que perder, elaboran un enloquecido plan para salvar la economía española y mundial: secuestrar al presidente del Banco Central y exigirle que todo vuelva a ser como antes.
- 2011 Los pasos dobles, Concha de oro en el Festival Internacional de Cine de San Sebastián. 
La mejor forma de huir de tus perseguidores sin dejar rastro es caminar hacia atrás, sobre tus propias huellas. Eso creía François Augiéras, que cubrió de pinturas un búnker militar en el desierto, y luego lo dejó hundirse en la arena para que nadie lo encontrara hasta el siglo XXI. ¿Pero quién es Augiéras? ¿Legionario, pintor, escritor, pistolero, santo, ladrón, diablo o una mezcla de todo ello?
- 2011 El cuaderno de barro.
Hace más de veinte años que el pintor Miquel Barceló vive largas temporadas en África. Allí aprendió a pintar entre termitas y escorpiones antes de que el calor seque la pintura y el viento arrastre las telas. En lo alto del acantilado de Bandiagara, Barceló representa junto al coreógrafo Josef Nadj la performance Paso Doble y nos descubre por primera vez los secretos de su taller africano. La llegada del equipo de la película revolucionará la aldea de Gogolí (Malí) y despertará la curiosidad de sus habitantes.
- 2010 La noche que no acaba.
Como muchos actores, Ava Gardner odiaba ver sus películas. Decía que la mujer de la pantalla no era ella. Pero todas las películas cuentan dos relatos: el argumento y la historia de los cuerpos filmados. Esta película cuenta lo que sucedió entre dos imágenes: un primer plano de Pandora y un primer plano de Harén, el primero y el último que Ava rodó en España. Seguramente, Ava pensaría que ninguna de esas dos mujeres se parecía en nada a ella misma.
- 2009 Los condenados.
Martín, un antiguo militante que lleva más de treinta años exiliado en España, recibe la llamada de un antiguo camarada, Raúl, que le pide que vuelva. El objetivo es ayudarle en los trabajos de excavación que Raúl ha iniciado en la selva, con los que intenta encontrar los restos de un compañero de ambos, Ezequiel, desaparecido después de una refriega contra los militares. La excavación organizada por Raúl es clandestina, organizada de espaldas al gobierno, para poder hacer las cosas “a su manera”.
- 2006 La leyenda del tiempo.
"La leyenda del tiempo" retrata la historia de Isra, el niño gitano que, tras la muerte de su padre, ya nunca podrá cantar pese a pertenecer a una tradición de cantaores y que vive soñando con poder viajar algún día lejos de la Isla en la que nació, y la de Makiko, que viaja hasta la Isla para tratar de asimilar una tradición y una forma de entender la vida que le son ajenas, y con las que espera poder afrontar las emociones inexpresables que le despierta la enfermedad de su padre. Dos personajes que, aunque aún no lo saben, están en pleno tránsito, a punto de convertirse en otras personas.
- 2002 Cravan vs Cravan.
En 1918, el poeta y boxeador Arthur Cravan desaparece en el golfo de México sin dejar rastro. En la actualidad, otro boxeador y artista, el director de cine Frank Nicotra, inicia una investigación que lo llevará tras los misteriosos pasos de Cravan desde Suiza hasta México, pasando por París, Londres y Barcelona (donde disputó un legendario combate contra el campeón del mundo de los pesos pesados Jack Johnson en la plaza Monumental).

### Guiones
- 2008 Garbo: el espía, en colaboración con María Hervera y Edmond Roch.
Después de una serie de aventuras, Pujol es localizado por la Inteligencia Británica, que le convierte en agente doble. NOMBRE en clave: Garbo. Desde Londres, hace creer al Tercer Reich que el desembarco de Normandía no es más que una estrategia de engaño, ya que el verdadero desembarco tendrá lugar en el Paso de Calais.

### Series
- El apagón (2022, Movistar+) Capítulo 4, titulado El equilibrio. [9]
- Ravalear (preproducción en 2025, MAX). Dirección junto a Pol Rodríguez. Thriller sobre especulación inmobiliaria en el barrio barcelonés de El Raval. [10]

### Videoinstalaciones
- Aftermath. 2016. Architecture beyond architects. Pabellón de Cataluña en la Bienal de Venecia de Arquitect.
- Mur/Murs. 2015. Instalación para 14 proyectores y pantallas verticales de papel vegetal. Dedicado a RCR Arquitectos. Centre d'Arts Santa Mònica, Barcelona.
- Los muros invisibles. 2015. Instalación para 4 proyectores y 4 pantallas, sobre los espacios creados por RCR arquitectos. Centre d'Arts Santa Mónica, Barcelona.
- De cos present. 2012. Instalación para siete pantallas verticales. Exposición "Arts del moviment", Centre d'Arts Santa Mònica, Barcelona.
- El retablo de las adivinaciones. 2010. Instalación interactiva para 4 proyectores y 4 pantallas. Bòlit, Centre d'Art Contemporani, Girona.
- Las leyes de la gravedad. 2010-2012. Film instalación. Exposición "Arts del Moviment", Centre d'Arts Santa Mònica, Barcelona. Coreografía y baile: Constanza Brncic. Pocos días antes de dar a luz, Constanza Brncic interpreta su coreografía "Mujer embarazada con hoja en blanco". Una composición mutante, que Constanza adaptó levemente a los cambios de su cuerpo.
- Mullada llum. 2010. Autores: Isa Campo e Isaki Lacuesta. Bòlit, Centre d'Art Contemporani, Girona.
- Serie "Lugares que no existen. Google Earth 1.0". 2009. Isa Campo e Isaki Lacuesta. Producción Can Xalant i Fundació Suñol. Este proyecto confronta la mirada hiperrealista y supuestamente objetiva de Google Earth, con el punto de vista realista (y sin embargo subjetivo) de imágenes a ras de suelo de estos lugares que pese a todo existen.
- Los cuerpos translúcidos. 2008. Pieza creada en el marco de la exposición Miradas al Límite para el Museo de Arte Contemporáneo de Vitoria (Artium).
- Luz azul. 2008. Isa Campo e Isaki Lacuesta. Centro-Museo Vasco de Arte Contemporáneo de Vitoria (Artium). Luz azul surge de imaginar qué ocurriría si las vidrieras góticas fueran bajadas a ras de tierra y se volvieran transitables, como nuestras puertas y ventanas cotidianas.
- Traços/Traces. 2007. Instalación para 4 pantallas. Feria del Libro de Frankfurt (CCCB). Isaki Lacuesta colabora con artistas de distintas disciplinas ––pintores, bailarines, actores, cantantes o escritores––  para realizar el retrato de los gestos de los artistas, invitados a interactuar, desde sus propias disciplinas, con el lenguaje cinematográfico.

## Colaboraciones en libros colectivos
- 2011 Derivas sensoriales Junto a David Picó, Miguel Morey, Llorenç Torrado y Víctor Nubla (Biblioteca para misántropos).
- 2010 Lur, tierra, Earth La Alhóndiga (Bilbao).
- 2008 Las voces visibles artículo sobre India song y Son nom de Venise dans Calcutta désert de Marguerite Duras en Elegías íntimas. Instantáneas de cineastas. Hilario J. Rodríguez (editor). Madrid: Documenta Madrid, Festival Internacional de documentales de Madrid- Ocho y Medio, 2008.
- 2007 Las variaciones Marker en AA.VV. "HeterodoxiaS" (SIC). Punto de vista Festival Internacional de cine de Navarra 2007
- 2006 Il maestro del caso, en AA.VV Joaquim Jordà Ed. Nuria Vidal. Museo Nazionale del Cinema. Torino 2006
- 2006 L'escriptura del cinema en present. En AA.VV. "L'escriptura i el llibre en l'era digital" Krtu, Barcelona 2006
- 2001 Una apuesta contra Joaquim Jordà en J.M. García Ferrer y Marí Rom, ""Joaquim Jordà, Enginyers Industrials de Catalunya. Barcelona 2001

## Premios y distinciones
Festival Internacional de Cine de San Sebastián
| Año  | Categoría       | Película         | Resultado |
| ---- | --------------- | ---------------- | --------- |
| 2009 | Premio FIPRESCI | Los condenados   | Ganador   |
| 2011 | Concha de Oro   | Los pasos dobles | Ganador   |
| 2018 | Concha de Oro   | Entre dos aguas  | Ganador   |

Festival de Málaga
| Año  | Categoría                                     | Película                  | Resultado |
| ---- | --------------------------------------------- | ------------------------- | --------- |
| 2016 | Biznaga de Plata - Premio Especial del Jurado | La próxima piel           | Ganador   |
| 2016 | Biznaga de Plata - Mejor Dirección            | La próxima piel           | Ganador   |
| 2024 | Biznaga de Oro                                | Segundo premio (película) | Ganador   |
| 2024 | Biznaga de Plata - Mejor Dirección            | Segundo premio (película) | Ganador   |

Premios Goya
| Año  | Categoría                   | Película                   | Resultado |
| ---- | --------------------------- | -------------------------- | --------- |
| 2019 | Goya - Mejor Dirección      | Entre dos aguas (película) | Nominado  |
| 2023 | Goya - Mejor guion adaptado | Un año, una noche          | Ganador   |
| 2025 | Goya - Mejor Dirección      | Segundo premio (película)  | Ganador   |

- Premio Gaudí 2025 Mejor dirección, junto a  Pol Rodríguez, por Segundo premio. [6]
- Premio Sant Jordi de Cinematografía mejor película española, a Segundo premio. [17]